# 爱尔兰咖啡

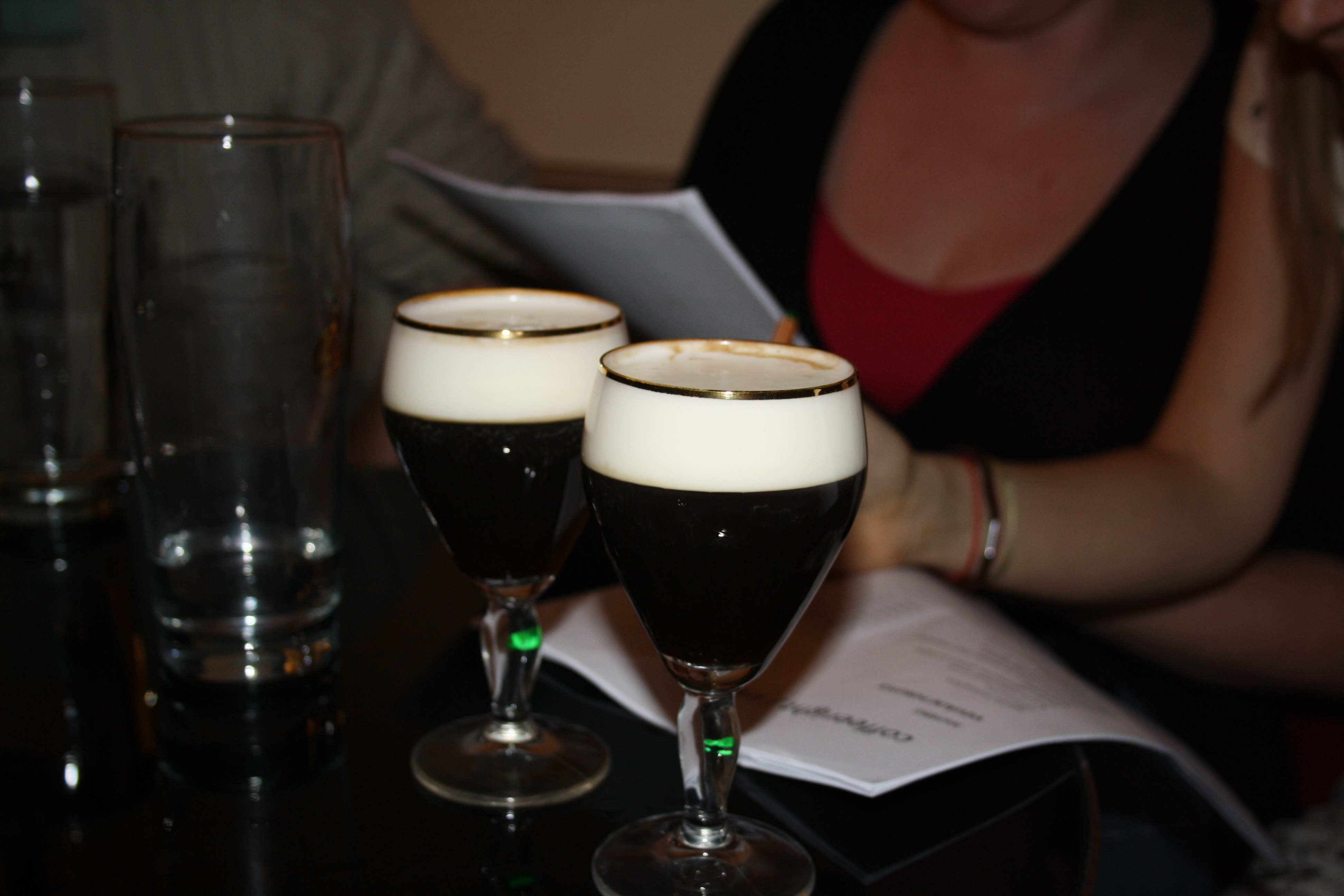

愛爾蘭咖啡是一种雞尾酒，以熱咖啡、愛爾蘭威士忌、糖混合攪拌而成，最後加上一層奶油，于Joseph Sheridan在1940年代发明。始創的處方並沒有明確指明使用起泡的鮮奶油。